# 吉姆·貝魯什
吉姆·貝魯什（James Adam Belushi，1954年6月15日—）是美國的一位演員、喜劇演員和音樂人。他最著名的角色是在老爸說了算中飾演James "Jim" Orenthal。貝魯什出生在芝加哥。